# 2712 Keaton
2712 Keaton (1937 YD) là một tiểu hành tinh vành đai chính được phát hiện ngày 29 tháng 12 năm 1937 bởi György Kulin ở Budapest.